# Alexander Rosenbaum
Pour les articles homonymes, voir Rozenbaum.
Alexander Rozenbaum (en russe : Алекса́ндр Я́ковлевич Розенба́ум), né le 13 septembre 1951 à Léningrad en URSS, est un auteur-compositeur-interprète soviétique et russe,.

## Biographie
Alexander Rozenbaum nait à Léningrad, en Russie, dans la famille d'étudiants en médecine Iakov Rozenbaum (1923-2018), né à Nijyn, vétéran de la Seconde Guerre mondiale, urologue, et Sophia Miliaeva (1928-2009), gynécologue. Il a un frère, Vladimir Rozenbaum (1956-2005), médecin urgentiste, mort après une transplantation rénale.
En 1952, ses parents terminent leur cursus universitaire et partent s'installer à Zyrian dans l’oblys du Kazakhstan-Oriental. Son père Iakov Rozenbaum occupe alors le poste de médecin en chef de l'hôpital local où la mère d'Alexander travaille également comme gynécologue. Les Rosenbaum restent à Zyrian pendant six ans avant de retourner à Léningrad où ils vivent dans un immeuble sur la perspective Nevski.
Alexander Rozenbaum fréquente une école de musique, il y apprend le piano et le violon. Il est également initié à la guitare par un ami de famille.
En 1968, il entame les études à la Première université de médecine Ivan Pavlov de Saint-Pétersbourg et c'est à cette époque qu'il commence à écrire ses premières chansons qu'il interprète lors des spectacles amateurs des étudiants. En 1974, il reçoit son diplômé en anesthésie-réanimation et travaille ensuite comme médecin urgentiste. Parallèlement il continue sa formation musicale à l'école de jazz au sein du Palais de la culture Sergueï Kirov de Saint-Pétersbourg. Il entame une carrière de musicien professionnel en 1980. Il joue et chante d'abord au sein d'ensembles musicaux : Admiralteistvo, Argonautes, Six jeunes, Pouls. À partir de 1983, il se produit en solo. Dans les années 1980, lors de la guerre d'Afghanistan, il se rend à plusieurs reprises en Afghanistan pour chanter devant les troupes soviétiques. Il consacre aux soldats soviétiques de cette guerre l'une de ses chansons les plus célèbres Tulipe noire,.
En 2003-2005, il est député de la Douma pour le parti Russie unie.

## Vie privée
Alexander Rosenbaum est marié à Elena Savchinskaïa, médecin radiologue. Le couple a une fille : Anna Savchinskaïa, née en 1976, philologue et traductrice.

## Chansons
De 1981 à 2015, Alexander Rosenbaum a écrit et interprété plusieurs chansons dont :
- Concert à domicile (Домашний концерт, 1981) ;
- En mémoire d'Arkady Severny (Памяти Аркадия Северного, avec le groupe Pearl Brothers, avril 1982) ;
- Le chemin de la vie (Дорога длиною в жизнь, 1987) ;
- Nostalgie (Ностальгия, 1994) ;
- Chemin de fer transsibérien (Транссибирская магистраль, novembre 1999) ;
- Une vie étrange (Странная жизнь, 2003) ;
- Rêve d'un poète voyou (Мечта блатного поэта, février 2009) ;
- Métaphysique (Метафизика, 2014-2015).